# Gymnasium Eringerfeld
Das Gymnasium Eringerfeld und die Realschule Eringerfeld sind staatlich anerkannte Ersatzschulen in privater Trägerschaft. Sie befinden sich in Eringerfeld, einem Ortsteil der Stadt Geseke im Kreis Soest, Nordrhein-Westfalen.

## Geschichte

### Erstes Internat
In den 1970er Jahren wurde die Schule, die sich seit 1961 zunächst nur im Schloss Eringerfeld befand, von der Dr.-Kirchner-Gruppe baulich erweitert und als Schulzentrum mit verschiedenen Schulformen geführt. Nach wirtschaftlichen Schwierigkeiten wurden die Schulen 1987 geschlossen.
Im Schloss befand sich von 1985 bis 2014 ein Hotel. Im Jahr 2015 wurde ein Teil des Schlosses als Flüchtlingsunterkunft genutzt. Das Schloss soll bis 2022 zu einem hochwertigen Hotel umgebaut werden.

### Zweites Internat: Die Talenta
Im Jahre 2000 wurde in den Räumlichkeiten von der Dr.-Kirchner-Gruppe unter dem Namen „Talenta“ ein Internat für hochbegabte Schüler eröffnet, zunächst mit den Klassenstufen 5 und 6. Mit jedem Jahr wurde eine weitere Klassenstufe aufgesetzt, so dass zum Schuljahresanfang 2004 die Klassen 5 bis 10 betreut wurden. Außerdem wurde im Jahr 2003 eine Grundschule eingerichtet. Die Klassen umfassten in aller Regel 6 bis 8 Schüler, einzelne Klassenstufen wurden drei- bis vierzügig unterrichtet.
Die Schule musste wegen finanziellen Schwierigkeiten zum 31. Juli 2005 schließen.

### Drittes Internat
Seit 2006 wird das Internat vom Förderverein Privatgymnasium und -realschule Eringerfeld e.V. betrieben. Hinter dem Trägerverein stehen bildungsorientierte Menschen mit türkischem Migrationshintergrund, die der sogenannten Gülen-Bewegung nahestehen und sind laut Satzung politisch neutral. Das Projekt „Integration von geflüchteten Schülerinnen und Schüler“ des Fördervereins wurde im Rahmen des Förderpreises „Verein(t) für gute Kita und Schule“ 2021 der Stiftung Bildung ausgezeichnet.

### Gymnasium Eringerfeld
Das Schulzentrum wurde 2006 vom Bildungsträger „Regenbogen Bildungswerkstatt e.V.“ aus Paderborn erworben. Der Verein gründete 2006 das Gymnasium Eringerfeld in Geseke, das mit dem Schuljahr 2006/2007 den Unterricht aufnahm. Es wird kein Religionsunterricht angeboten. Das Gymnasium bietet die Sekundarstufen 1 und 2 an. Das Bildungsangebot orientiert sich an den Lehrplänen der staatlichen Schulen. Die meisten Schüler haben einen türkischen Migrationshintergrund und wohnen im angeschlossenen Internat. 2013 verabschiedete das Gymnasium Eringerfeld erstmals Abiturienten. Die Abiturquote lag im Jahr 2017 bei 93 %. Das Gymnasium Eringerfeld ist für die Schuljahre 2023/2024 bis 2025/2026 ein Bündelungsgymnasium und deckt damit den Bedarf der umliegenden Städte Geseke, Büren, Salzkotten, Rüthen, Anröchte und Erwitte.

### Realschule Eringerfeld
Neben dem Gymnasium in Eringerfeld betreibt der Schulträger Regenbogen Bildungswerkstatt e. V. seit 2009 auch eine Realschule. Nur 27 % der Schüler kommen vom anliegenden Internat.

## Absolventen
- Babette Albrecht, geborene Schönbohm (* 1959), deutsche Milliardärswitwe und Miteigentümerin der Unternehmen Aldi Nord und Trader Joe’s
- Nicolay Weller (* 1966), deutscher Schauspieler und Moderator